# Lista de singles número um na On-Demand Songs em 2013
A seguir apresenta-se a lista dos singles que alcançaram o número um da On-Demand Songs no ano de 2013. A On-Demand Songs é uma tabela musical publicada semanalmente pela revista musical norte-americana Billboard desde 17 de Março de 2012. A tabela compila dados de vendas físicas e digitais, e também os de popularidade de canções em rádios nacionais.

## Histórico
| Data            | Canção                 | Artista(s)                                             | Audiência           | Notas de rodapé |
| --------------- | ---------------------- | ------------------------------------------------------ | ------------------- | --------------- |
| 5 de Janeiro    | "Locked Out of Heaven" | Bruno Mars                                             | 1 milhão e 90 mil   | [ 2 ] [ 3 ]     |
| 12 de Janeiro   | "Diamonds"             | Rihanna                                                | 1 milhão e 70 mil   | [ 4 ] [ 5 ]     |
| 19 de Janeiro   | "Thrift Shop"          | Macklemore & Ryan Lewis com participação de Wanz       | 1 milhão e 120 mil  | [ 6 ] [ 7 ]     |
| 26 de Janeiro   | "Thrift Shop"          | Macklemore & Ryan Lewis com participação de Wanz       | 1 milhão e 330 mil  | [ 8 ] [ 9 ]     |
| 2 de Fevereiro  | "Thrift Shop"          | Macklemore & Ryan Lewis com participação de Wanz       | 1 milhão e 540 mil  | [ 10 ] [ 11 ]   |
| 9 de Fevereiro  | "Thrift Shop"          | Macklemore & Ryan Lewis com participação de Wanz       | 1 milhão e 710 mil  | [ 12 ] [ 13 ]   |
| 16 de Fevereiro | "Thrift Shop"          | Macklemore & Ryan Lewis com participação de Wanz       | 1 milhão e 870 mil  | [ 14 ] [ 15 ]   |
| 23 de Fevereiro | "Thrift Shop"          | Macklemore & Ryan Lewis com participação de Wanz       | 1 milhão e 900 mil  | [ 16 ] [ 17 ]   |
| 2 de Março      | "Thrift Shop"          | Macklemore & Ryan Lewis com participação de Wanz       | N/A                 | [ 18 ]          |
| 9 de Março      | "Thrift Shop"          | Macklemore & Ryan Lewis com participação de Wanz       | 2 milhões e 100 mil | [ 19 ] [ 20 ]   |
| 16 de Março     | "Thrift Shop"          | Macklemore & Ryan Lewis com participação de Wanz       | 2 milhões           | [ 21 ] [ 22 ]   |
| 23 de Março     | "Thrift Shop"          | Macklemore & Ryan Lewis com participação de Wanz       | 1 milhão e 600 mil  | [ 23 ] [ 24 ]   |
| 30 de Março     | "Thrift Shop"          | Macklemore & Ryan Lewis com participação de Wanz       | 1 milhão e 970 mil  | [ 25 ] [ 26 ]   |
| 6 de Abril      | "Suit & Tie"           | Justin Timberlake com participação de Jay-Z            | 1 milhão e 900 mil  | [ 27 ] [ 28 ]   |
| 13 de Abril     | "Suit & Tie"           | Justin Timberlake com participação de Jay-Z            | 1 milhão e 900 mil  | [ 29 ] [ 30 ]   |
| 20 de Abril     | "Thrift Shop"          | Macklemore & Ryan Lewis com participação de Wanz       | N/A                 | [ 31 ]          |
| 27 de Abril     | "Thrift Shop"          | Macklemore & Ryan Lewis com participação de Wanz       | N/A                 | [ 32 ] [ 33 ]   |
| 4 de Maio       | "Can't Hold Us"        | Macklemore & Ryan Lewis com participação de Ray Dalton | N/A                 | [ 34 ] [ 35 ]   |
| 11 de Maio      | "Can't Hold Us"        | Macklemore & Ryan Lewis com participação de Ray Dalton | N/A                 | [ 36 ] [ 37 ]   |
| 18 de Maio      | "Can't Hold Us"        | Macklemore & Ryan Lewis com participação de Ray Dalton | N/A                 | [ 38 ] [ 39 ]   |
| 25 de Maio      | "Can't Hold Us"        | Macklemore & Ryan Lewis com participação de Ray Dalton | N/A                 | [ 40 ] [ 41 ]   |
| 1 de Junho      | "Can't Hold Us"        | Macklemore & Ryan Lewis com participação de Ray Dalton | N/A                 | [ 42 ] [ 43 ]   |
| 8 de Junho      | "Get Lucky"            | Daft Punk com participação de Pharrell                 | 2 milhões e 200 mil | [ 44 ] [ 45 ]   |
| 15 de Junho     | "Get Lucky"            | Daft Punk com participação de Pharrell                 | 2 milhões e 200 mil | [ 46 ] [ 47 ]   |
| 22 de Junho     | "Get Lucky"            | Daft Punk com participação de Pharrell                 | 2 milhões e 400 mil | [ 48 ] [ 49 ]   |
| 29 de Junho     | "Get Lucky"            | Daft Punk com participação de Pharrell                 | 2 milhões e 100 mil | [ 48 ] [ 50 ]   |
| 6 de Julho      | "Get Lucky"            | Daft Punk com participação de Pharrell                 | 2 milhões e 100 mil | [ 51 ] [ 52 ]   |
| 13 de Julho     | "Get Lucky"            | Daft Punk com participação de Pharrell                 | 2 milhões           | [ 53 ] [ 54 ]   |